# Анеле Нгконгка
Анеле Нгконгка (англ. Anele Ngcongca, нар. 20 жовтня 1987, Кейптаун, ПАР — 23 листопада 2020, Квазулу-Наталь, ПАР) — південноафриканський футболіст, захисник клубу «Генк» та  національної збірної ПАР.

## Клубна кар'єра
Анеле Нгконгка виступав виступав за команду «Вестерн Провінс Юнайтед» з передмістя Кейптауна, де його запримітили європейські скаути, і він отримав запрошення виступати в командах Європи, Анеле обрав бельгійський «Генк». Учасник фінальної частини 19-го Чемпіонату світу з футболу 2010 в Південно-Африканській Республіці.

## Досягнення
- Володар Кубка Бельгії (2):

«Генк»:  2008–09, 2012-13
- Чемпіон Бельгії (1):

«Генк»:  2010–11
- Володар Суперкубка Бельгії (1):

«Генк»:  2011
- Переможець Ліги чемпіонів КАФ (1):

«Мамелоді Сандаунз»:  2016
- Переможець Суперкубка КАФ (1):

«Мамелоді Сандаунз»:  2017